# Bart Bok

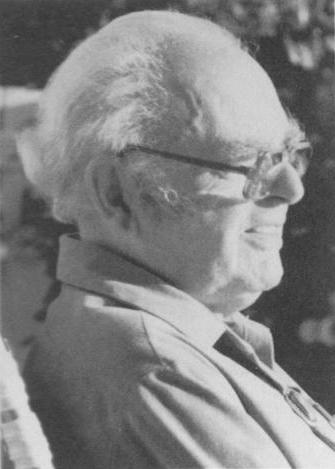
Bart Jan Bok (1983)

Bart Jan Bok (ur. 28 kwietnia 1906 w Hoorn, zm. 5 sierpnia 1983 w Tucson) – amerykański astronom pochodzenia holenderskiego.

## Życiorys
Przed jego wyjazdem do Stanów Zjednoczonych w 1929 roku studiował na uniwersytetach w Lejdzie i Groningen. Tegoż samego roku poślubił znajomą – astronom Priscillę Fairfield i współpracował z nią w swoich badaniach.
Od 1929 do 1957 pracował na Uniwersytecie Harvarda jako profesor. W roku 1938 otrzymał obywatelstwo amerykańskie. We wczesnych latach 40. pomógł założyć Obserwatorium Narodowe w Meksyku, umiejscowione w miejscowości Tonantzintla. Dziesięć lat później wykonywał podobną pracę dla Harvardu w Afryce Południowej.
Bart Bok był znakomitym nauczycielem i pisarzem popularnonaukowym. Przyczynił się do popularyzacji astronomii. Rozpoczął astronomię radiową na Harvardzie i rozpowszechnił ją szerzej. Badał strukturę i ewolucję gromad gwiazd i naszej Galaktyki, w tym strukturę ramion spiralnych Drogi Mlecznej.
W roku 1947 dokonał swojego najdonioślejszego odkrycia. Dzięki obserwacjom odkrył ciemne, okrągłe, małe obłoki materii, które wyróżniały się na tle gwiazd lub innych jasnych ciał niebieskich. Obłoki na cześć uczonego uzyskały oficjalną nazwę mgławic Boka lub Globul Boka. Uważa się, że z mgławic Boka powstają gwiazdy podobne do Słońca.
W latach 1957–1965 Bok był dyrektorem Obserwatorium Mount Stromlo w Australii, w 1966 powrócił do Stanów Zjednoczonych.
Ostatnie lata życia spędził w Arizonie, gdzie w latach 1966-1970 pracował jako dyrektor Obserwatorium Stewarda należącego do University of Arizona. Od 1970 był wiceprezesem Międzynarodowej Unii Astronomicznej. Zmarł w 1983 na atak serca w swoim domu w Tucson.

## Nagrody, tytuły i honory
Zajmowane posady
- Dyrektor Obserwatorium Mount Stromlo w Australii (1957-1965)
- Dyrektor Obserwatorium Stewarda (1966-1970)
- Prezydent Amerykańskiego Towarzystwa Astronomicznego (1972-1974)

Nagrody
- Medal ADION w roku 1971
- Nagroda Janskiego nadana przez Narodowe Obserwatorium Radio Astronomiczne w roku 1972
- Medal Bruce’a w roku 1977
- Nagroda Doroty Klumpke-Roberts nadana przez Towarzystwo Astronomiczne Pacyfiku w roku 1982
- Nagroda Henry Norris Russell Lectureship przyznana przez American Astronomical Society w roku 1982
- Nagroda Boka nadawana przez Australijskie Towarzystwo Astronomiczne i Australijską Akademię Nauki

Jego imię nosi
- planetoida (1983) Bok
- krater Bok na Księżycu
- Teleskop Boka na Uniwersytecie Stewarda

Nekrologi
- JRASC 78 (1984) 3
- JRASC 78 (1984) 8
- PASAu 5 (1984) 608
- QJRAS 28 (1987) 539